# شيلا فرازير
شيلا فرازير هي محاسبة كندية، ولدت في 16 سبتمبر 1950 في داندي في كندا.